# Philip Ræder
Johan Philip Thomas Ræder, född den 25 april 1795 i Norge, död den 13 november 1869, var en dansk militär, bror till Jacob Tode Ræder.
Ræder deltog som löjtnant 1813 i fälttåget i Holstein, blev 1847 major och förde 1848 en bataljon vid Slesvig och Dybböl samt 1849 och 1850 en brigad vid Fredericia och Isted. År 1855 blev han generalmajor och tog avsked 1862.

## Utmärkelser
- Riddare av Dannebrogorden,  1846[2]
- Dannebrogsmännens hederstecken,  1848[2]
- Kommendör av Dannebrogorden,  1850[2]

[Redigera Wikidata]